# Исёвци
Исёвци (болг. Исьовци) — село в Болгарии. Находится в Смолянской области, входит в общину Смолян. Население составляет 24 человека.

## Политическая ситуация
В местном кметстве Могилица, в состав которого входят Исёвци, должность кмета (старосты) исполняет Митко Минчев Чочев (Болгарская социалистическая партия (БСП)) по результатам выборов правления кметства в 2011 году и в 2007 году.